# Kilarrow Parish Church

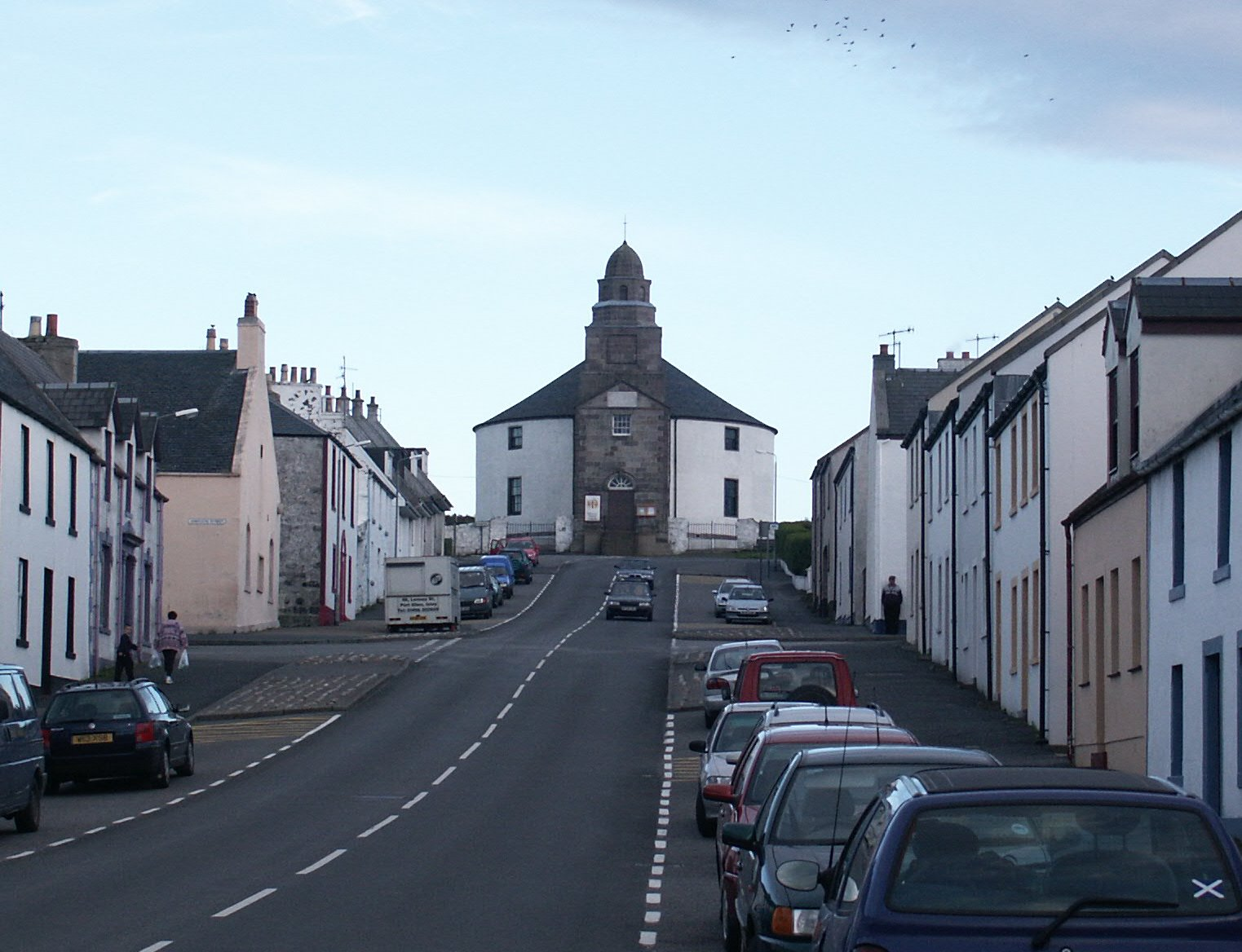
Kyrkan i Bowmores gatumiljö.

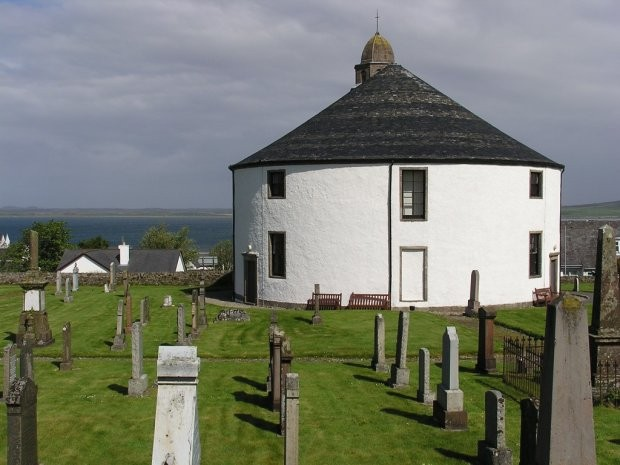
Kyrkan och kyrkogården.

Kilarrow Church är en sockenkyrka som hör till Skotska kyrkan. Den ligger högt och centralt och är ett tydligt blickfång i samhället Bowmore på ön Islay.
Den "Runda Kyrkan" – som den ofta kallas – är en känd rundkyrka som byggdes 1767. Enligt sägen byggdes den rund för att förhindra att djävulen gömde sig i något hörn. Taket hålls uppe av en enda massiv pelare som är centralt placerad. 
Kyrkan innehåller även några artefakter som tillhörde den Bowmore-födde prästen Donald Caskie (1902–1983), före detta kyrkoherde i The Scots Kirk i Paris. Han var känd som the "Tartan Pimpernel" för att han hjälpte mer än 2 000 allierade soldater att fly från det ockuperade Frankrike under andra världskriget.